# قوبية
قُوْبِيَّة  (الاسم العلمي: Cobaea)، جنس نباتات عارشة معمرة مُزهرة من فصيلة البولامونية. موطنها المكسيك. سُمي الجنس على بيرنابيه كوبو.